# Старо језгро Сомбора
Старо језгро Сомбора је просторна културно-историјска целина од великог значаја који обухвата историјски вредне средишње градске делове у виду низа амбијената и зграда у средишњем делу Сомбора.

## Општи опис
Старо језгро Сомбора настало на једном од бројних некадашњих острва у сплету мочвара и меандара реке Мостонге, на основама средњовековног утврђења, чији изглед потврђује скица из 1698. године, Две карте Сомбора из 18. века приказују квадратно језгро – унутрашњу варош око које се временом насеље концентрично шири и постепено добија звездасти облик. На плану из 1881. видљива је непромењена већ образована мрежа блокова и улица.
У оквиру венаца налази се складна и хомогена урбанистичко-архитектонска и културно-уметничка целина постепено развијана током два века, да би процват доживела седамдесетих година 19. века, обогативши баштину градитељским наслеђем барока, класицизма, истористичких опредељења еклектике са елементима неоренесансе, необарока, али и изванредним примерима сецесије и модерне.

## Обухват просторне културно-историјске целине
Старо језгро Сомбора уоквирено венцем, који чине четири улице – тзв. „венци”. То су:
- Венац војводе Степе Степановића,
- Венац војводе Петра Бојовића,
- Венац војводе Живојина Мишића и
- Венац војводе Радомира Путника.

На простору заокруженом венцима налазе се значајне грађевине:
- Градска кућа,
- Народно позориште,
- Градска читаоница,
- Препарандија,
- Крушперова палата и кула,
- Галеова кућа,
- Грашалковићева палата,
- Лалошевићева кућа,
- Коњовићева кућа,
- Црква Светог Георгија - велика православна црква,
- Црква Светог Јована - мала православна црква,
- Црква Светог Тројства - римокатоличка црква,
- Црква Светог Ивана Непомука - притестантска црква.
- Кронић палата
- Градска библиотека Карло Бијелицки
- Галерија Милан Коњовић
- Гимназија
- Српска читаоница